# Rubén Antonio González Medina
Ruben Antonio González Medina CMF (Santurca, 7 de fevereiro de 1949) - padre católico americano, bispo da Diocese de Ponce em Porto Rico desde 2016.
Em 1966 ingressou no noviciado da Congregação dos Missionários Claretianos. Em 1972 fez sua profissão solene. Foi ordenado sacerdote em 9 de fevereiro de 1975. Durante 19 anos trabalhou principalmente nas paróquias claretianas de Porto Rico e República Dominicana. Nos anos de 1994-1999 foi conselheiro provincial da ordem e nos anos de 1999-2001 foi inspetor provincial das Antilhas.
Em 12 de dezembro de 2000, foi nomeado pelo Papa João Paulo II como Bispo da Diocese de Caguas. Foi ordenado bispo em 4 de fevereiro de 2001 pelo Card. Luis Aponte Martínez.
Em 22 de dezembro de 2015, o Papa Francisco o nomeou Bispo da Diocese de Ponce. Tomou posse em 31 de janeiro do ano seguinte.
Nos anos 2007-2012 foi presidente da Conferência Episcopal de Porto Rico. 